# Mitch Morse
Mitch Morse (* 21. April 1992 in Austin, Texas) ist ein ehemaliger US-amerikanischer American-Football-Spieler auf der Position des Centers. Er spielte in der National Football League (NFL) für die Kansas City Chiefs, die Buffalo Bills und die Jacksonville Jaguars.

## Frühe Jahre
Morse ging in seiner Geburtsstadt Austin, Texas, auf die Highschool. Später besuchte er die University of Missouri.

## NFL

### Kansas City Chiefs
Mitch Morse wurde im NFL-Draft 2015 in der zweiten Runde an 49. Stelle von den Kansas City Chiefs ausgewählt. In seinem ersten Jahr für die Chiefs etablierte er sich bereits als Stammspieler und stand in 15 von 16 Spielen von Beginn an auf dem Platz. In der Saison 2017 hatte er mit einer Fußverletzung zu kämpfen, weswegen er nur an sieben Spielen teilnehmen konnte.

### Buffalo Bills
Am 13. März 2019 unterschrieb Morse einen 44,5 Millionen Dollar Vierjahresvertrag bei den Buffalo Bills. Damit wurde er zum bestbezahlten Center in der NFL zu dem Zeitpunkt. Auch bei den Bills war er auf seiner Position unangefochtener Stammspieler. Am 14. März 2022 verlängerte er seinen Vertrag um zwei Jahre für 19,5 Millionen US-Dollar. Er bestritt 77 Spiele für Buffalo. Am 6. März 2024 wurde Morse entlassen.

### Jacksonville Jaguars
Am 13. März 2024 nahmen die Jacksonville Jaguars Morse unter Vertrag. Er war in allen 17 Spielen der Saison 2024 Starter. Nach der Saison gab er am 6. März 2025 sein Karriereende bekannt.